# Балада про доблесного лицаря Айвенго
«Балада про доблесного лицаря Айвенго» (рос. «Баллада о доблестном рыцаре Айвенго») —  радянський художній фільм за романом англійського письменника Вальтера Скотта «Айвенго». Лідер прокату 1983 р., 9-те місце, 28,4 млн глядачів.
Фільм продовжує цикл стрічок С. Тарасова про середньовічну Англію, розпочатий «Стрілами Робіна Гуда». Робін Гуд у виконанні Бориса Хмельницького і його розбійники перейшли в «Айвенго» без змін як другорядні персонажі.

## Сюжет
На турнірі в Ашбі лицар, чиє обличчя сховане під забралом, перемагає Бріана де Буагільбера. Невідомим лицарем виявився Айвенго, син феодала Седрика, зброєносець короля Англії Річарда Левине Серце, який повернувся з хрестового походу. Однак Седрик зовсім не радий своєму синові, якого він уважає винним в полоненні короля та завадою вигідному весіллю своєї прийомної дочки Ровени.
Повертаючись з турніру, Седрик і його люди потрапили у засідку та були захоплені в полон. Серед полонених — леді Ровена й поранений на турнірі Айвенго, якого везли в обозі. Бранців доправили у замок Реджинальда Фрон де Бефа.

## У ролях
- Акулова Тамара Василівна — леді Ровена
- Петеріс Ґаудіньш — Айвенго
- Хімічев Борис Петрович — Бріан де Буагільбер
- Кулагін Леонід Миколайович — лорд Седрик, батько Айвенго
- Ромуалдс Анцанс — король Річард Левове Серце
- Майя Булгакова — Ульріка, дочка вбитого Торкіла Вольфгангера
- Юрій Смирнов — чернець отець Тук, святий причетник із Копменгерста
- Альгімантас Масюліс — принц Джон, брат короля Річарда Левове Серце
- Вітаутас Томкус — барон Реджинальд Фрон де Беф
- Олександр Філіпенко — блазень Вамба
- Борис Хмельницький — Робін Гуд
- Микола Дупак — абат Еймерій
- Харій Швейц — тюремник Жиль
- Григорій Лямпе — Ісаак з Йорка
- Олексій Колесник — Жак-зброєносець
- Віталій Здоровецький — епізод
- Володимир Талашко — хрестоносець
- Олег Федулов — лицар
- Бєляков Віталій — епізод
- Віктор Вукол — епізод
- Олексій Коняшин — епізод
- Марина Лібакова-Ліванова — епізод
- Михайло Розанов — епізод
- Сергій Тарасов — лісовий розбійник із війська Робіна Гуда
- Перепелиця Костянтин Іванович

## Знімальна група
- Автор сценарію: Леонід Нехорошев
- Режисер-постановник: Сергій Тарасов
- Оператор-постановник: Роман Веселер
- Художник-постановник: Саід Меняльщиков
- Композитори: Ігор Кантюков, Володимир Висоцький
- Звукооператори: Екатеріна Попова

## Цікаві факти
- Багато сюжетних ліній і персонажів книги у фільмі відсутні. Зокрема, Ісаака з Йорка та його дочку Ребеку показують лише мигцем серед глядачів на турнірі, учинки Ребеки здійснює Ровена, відповідно Моріс де Брас теж прибраний за непотрібністю. Саксонський націоналізм Седрика не показано (зречення його від сина вельми дотепно пояснюється наклепом, зведеним на Айвенго Буагільбером).

- У фільмі прозвучали чотири з шести пісень Володимира Висоцького, написані для кінострічки «Стріли Робін Гуда», які спочатку не ввійшли до первісного варіанту (дві балади відсутні у зв'язку із невідповідністю сюжету фільма). При пізнішому переозвученні пісні повернули. Таким чином, на сьогодні в обох фільмах — як у «Баладі про доблесного лицаря Айвенго», так і у «Стрілах Робін Гуда» — звучить однаковий набір пісень із незначною різницею.

- Фільм знімався у Хотинській та Кам'янець-Подільській фортецях (Україна).